# 教會四特徵
教會四特徵是指基督徒的團體——教會的4個特徵或要素，分別是唯一、神聖、大公及使徒所傳，出自381年第一次君士坦丁堡公會議的尼西亞信經。信經中的表述爲「我信唯一、神聖、大公、使徒所傳的教會」。多數基督教教派在禮儀上都會誦讀尼西亞信經及教會四特徵的表述。

## 四個特徵

### 獨一
我等信獨一之神.....

我等信獨一之主耶穌基督......
 — 尼西亞信經
「一主，一信，一洗，一神，就是眾人的父，超乎眾人之上，貫乎眾人之中，也住在眾人之內。 」「一」描述基督身體的單一。信經的內容講及耶穌的追隨者因為他們的信仰在一個神和一個主中聯合。教會是獨一的，因為教會的成員都在耶穌中聯合起來。《約翰福音》第17章第20节至第23节参記載，耶穌為基督徒的合一禱告，因為這樣可以令世人知道祂是神差遣的。

### 神圣
「神聖」即是說「神為了祂的緣故把它分別開來」。它不表示教會成員無罪，他不是說教會不會犯罪。教會神聖因為它是屬於基督的。《馬太福音》第16章第19节参中說耶穌為了他對世界的救贖和聖化而建立教會，所以基督徒因為基督的神聖而視教會為神聖。

### 大公
在《尼西亞信經》將教會描述爲「完全的」之前，罗马皇帝狄奧多西一世發表《薩洛尼卡敕令》，將這個字眼的應用限制於遵守第一次尼西亞公會議教導的人。只有他們才獲准被稱為「完全的基督徒」，其他人被稱爲異端。
「完全」（希臘語：καθολικός）源自词根，“至于，关于”，和，“完全，全部”，本意为「完全的，没有缺失的」。「完全的教会」这一神学概念的本意是，基督的教会擁有著完全的真理，在神里面没有任何缺点或谬误。希臘語：一詞進入拉丁語和英語後，意義由「完全」轉變爲「普世」。汉譯「大公」取「大道之行，天下爲公」中的「公」，義爲，基督的教會是普世的、一般的、大眾的、所有人的教會，而不是属於某个特定地域、種族、階級或宗派的。這一特徵表示基督教的完整性和完全性。
新教徒相信教會包括所有宗派的基督徒，縱使他們各有不同的教義、信念、習慣和對社會的觀點。相反，天主教會和東正教會把地域上的普世性和真正信仰的完整性分別開來，不論他們接受與否：
 耶穌進前來，對他們說：「天上地下所有的權柄都賜給我了。所以，你們要去，使萬民作我的門徒，奉父、子、聖靈的名給他們施洗，凡我所吩咐你們的，都教導他們遵守。看哪，我天天與你們同在，直到世代的終結。」 
 — 《馬太福音》第28章第18节至第20节参
上述大使命的「萬民」表示普世性。

### 使徒所傳
「使徒所傳」表示教會的根源和信養源自於耶稣的使徒。教會相信教會的教導是從使徒傳下來的，不只是在早期教會，而是在歷史流傳。東正教會和天主教會各自聲稱他們的教會就是真正的教會，雖然他們相信雙方的神職人員都有使徒傳承。他們和東方正統教會和東方教會都相信他們各自的主教的權威來自使徒的按手禮。另一方面，新教徒認為使徒的連續性以文字流傳，正如Milne所說：「一個教會是使徒所傳的，如果它在習慣中承認使徒經文的無上權威。」

## 延伸阅读
- Four Marks of the Church （页面存档备份，存于） by Kenneth D. Whitehead
- The Four Marks of the Church by Fr. William Saunders